# Izgubićeš glavu
Izgubićeš glavu je epizoda Dilan Doga objavljena u Srbiji premijerno u svesci #176 u izdanju Veselog četvrtka. Koštala je 270 din (2,3 €; 2,7 $). Imala je 94 strane. Na kioscima u Srbiji se pojavila 5. avgusta 2021. Na prodavnicama štampe u Beogradu pojavila se već 3. avgusta 2021.

## Originalna epizoda
Originalna epizoda pod nazivom Perdai la testa objavljena je premijerno u #385 regularne edicije Dilana Doga u Italiji u izdanju Bonelija. Izašla je 29. septembra 2018. Naslovnu stranicu je nacrtao Điđi Kavenađo. Scenario je napisala Barbara Baraldi, a nacrtao Emilijano Tancilo. Koštala je 4,4 €.

## Kratak sadržaj
Dilan se budi iz nesvesti zavezan u prtljažniku automobila. Tamo je dospeo nakon premijere filma u kome trenutna Dilanova devojka Vanesa Grejv glumi sporednu ulogu. Nakon što joj pozli, Dilan je odvodi u aerodromsku bolnicu u kojoj nailaze na devojku koja govori francuski. Devojska izgleda kao da dobro poznaje Dilana, a Vanesa iznevrirana ovim poznanstvom udara Dilanu šamar i odlazi. Ispred ulazih vrata Dilana presreću devojka i Gručo koji nosi kačket i pričae engleski sa franuskim akcentom. Gručo udara Dilana, koji pada u nesvest i budi se zavezan u stolici za ljjuljanje u stanu u Parizu u 7. arodismanu.

## Prethodna i naredna epizoda
Prethodna sveska nosila je naslov Automobil koji nije želeo da umre (#175), a naredna Hipolita (#177).